# La Neuville-Bosmont
La Neuville-Bosmont ist eine französische Gemeinde mit 187 Einwohnern (Stand 1. Januar 2022) im Département Aisne in der Region Hauts-de-France. Sie gehört zum Arrondissement Laon, zum Kanton Marle und zum Gemeindeverband Pays de la Serre.

## Geografie
Die Gemeinde La Neuville-Bosmont liegt in der Thiérache am Fluss Serre, 20 Kilometer nordöstlich von Laon. Nachbargemeinden von La Neuville-Bosmont sind Cilly im Norden, Bosmont-sur-Serre im Nordosten, Saint-Pierremont im Südosten, Goudelancourt-lès-Pierrepont im Süden, Cuirieux im Südwesten, Autremencourt im Westen sowie Montigny-sous-Marle im Nordwesten.

## Bevölkerungsentwicklung
| Jahr                       | 1962 | 1968 | 1975 | 1982 | 1990 | 1999 | 2006 | 2012 | 2022 |
| Einwohner                  | 283  | 239  | 190  | 158  | 169  | 196  | 186  | 194  | 187  |
| Quellen: Cassini und INSEE |      |      |      |      |      |      |      |      |      |

## Sehenswürdigkeiten
- Kirche der Jungfrau (Église de la Vierge)
- Schloss der Savart-Stiftung: die Savart-Stiftung unterstützt Erwachsene, Kinder und Jugendliche mit intellektuellen Beeinträchtigungen durch ihre Einrichtungen und Dienstleistungen in sieben Gemeinden des épartements Aisne.

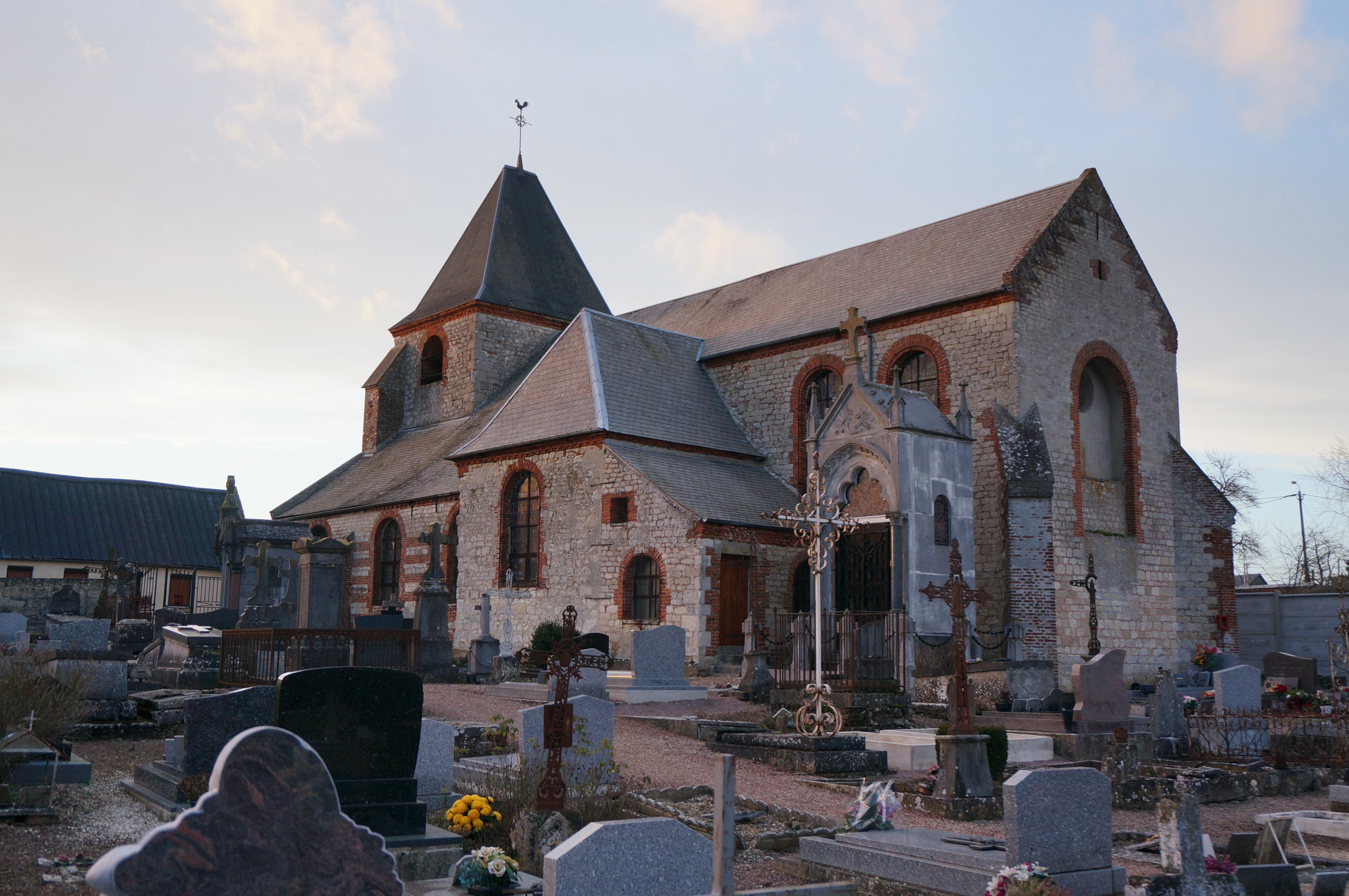
Église de la Vierge
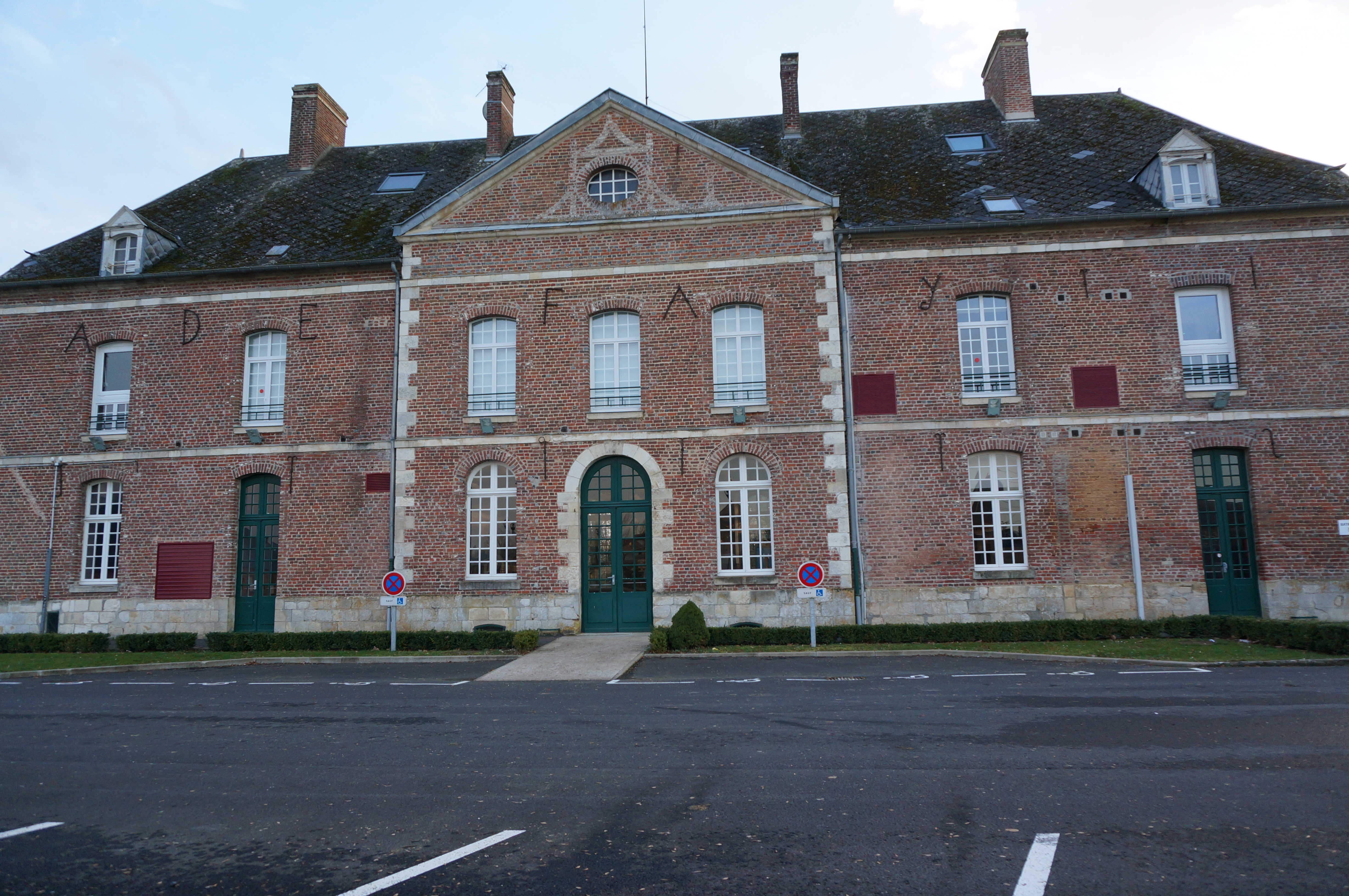
Schloss der Savart-Stiftung
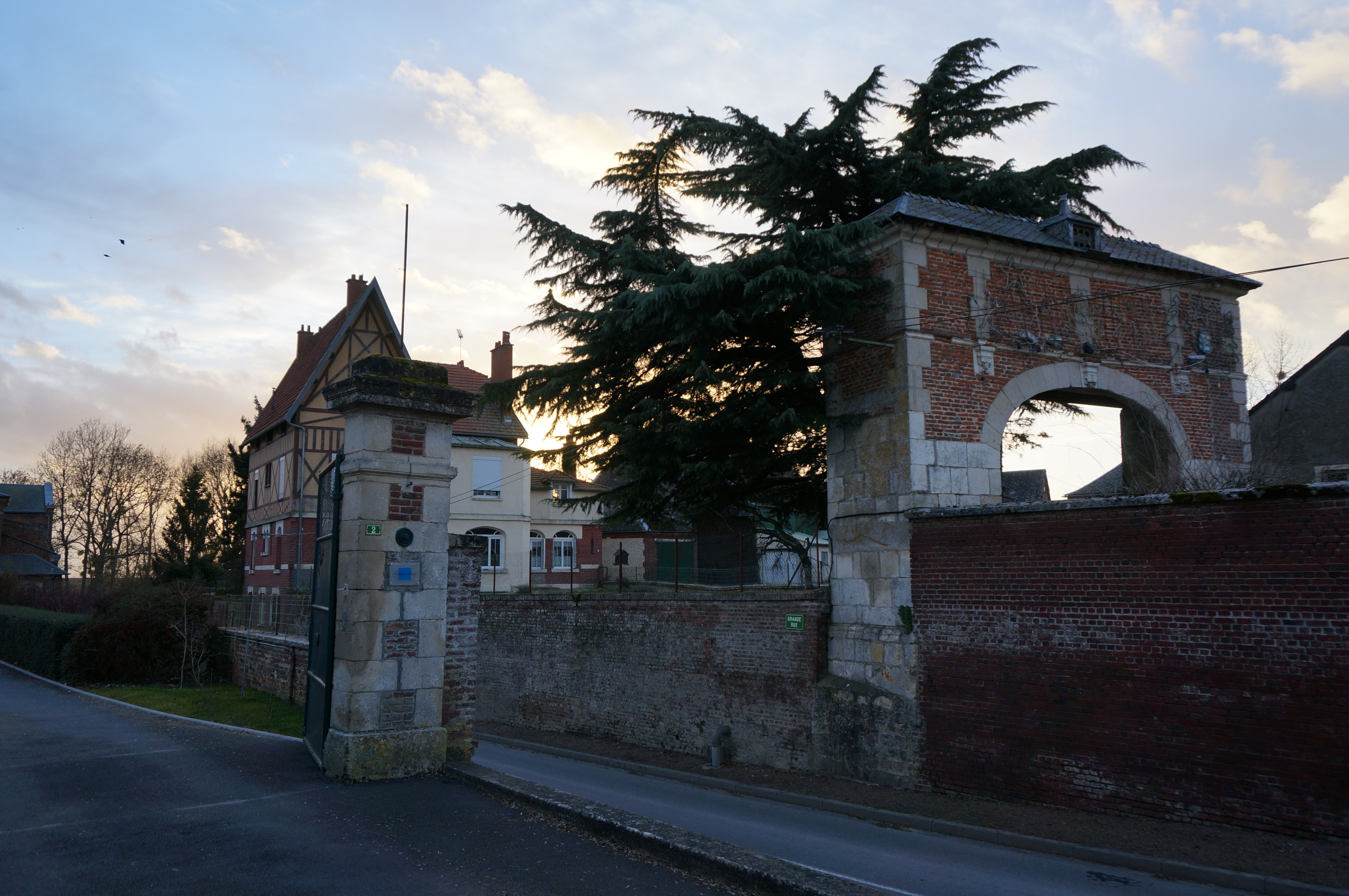
Schloss Bosmont
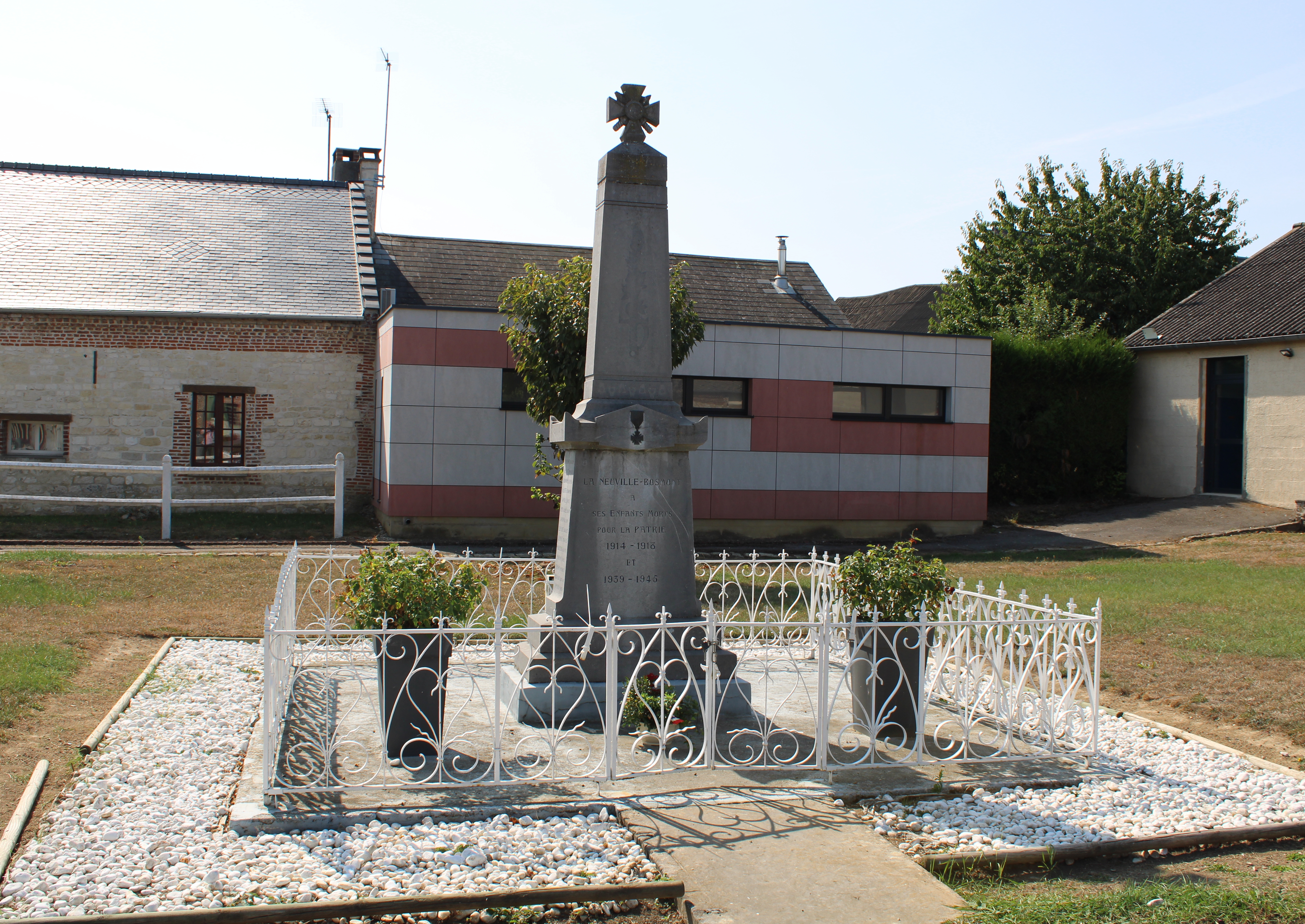
Gefallenendenkmal